# الرابطة المسيحية النيجيرية
الرابطة المسيحية النيجيرية هي منظمة جامعة تضم العديد من الطوائف المسيحية في نيجيريا.

## التاريخ
تأسست الرابطة المسيحية في نيجيريا في عام 1976، وكانت في الأصل تحتوي فقط على الكنيسة الكاثوليكية والجماعات البروتستانتية الرئيسية. ومع ذلك توسعت لاحقًا لتشمل الكنائس الخمسينية أيضًا.
في عام 2000 احتجت الرابطة على تبني الشريعة في الولايات الشمالية. في فبراير 2006 أثناء رئاسة المنظمة أصدر أكينولا بيانًا ردًا على عنف المسلمين ضد المسيحيين، قال فيه للمسلمين إنه ليس لديهم «احتكار للعنف». في اليوم التالي قام المسيحيون بأعمال شغب انتقامية ضد المسلمين، مما أدى إلى مقتل أكثر من 70 شخص. ادعى أكينولا في وقت لاحق أن تصريحاته قد أسيء تفسيرها في وسائل الإعلام الغربية. حتى أنه هدد بالاستقالة في حالة استمرار أعمال الشغب.
في 2 مايو 2004 قُتل أكثر من 630 مسلمًا في يلوا بنيجيريا. تم تثبيت البطاقات البيضاء على القتلى والتي تحدد أنهم أعضاء في الرابطة. تُعرف المجزرة باسم مذبحة يلوا.
في سبتمبر 2007 ،ادقت المنظمة على خطة الضمان الاجتماعي التي وضعها حاكم ولاية جيغاوا سولي لاميدو.

## التنظيم
تتكون المنظمة من خمس كتل. هم المجلس المسيحي لنيجيريا، والأمانة الكاثوليكية لنيجيريا، والزمالة الخمسينية في نيجيريا، ومنظمة الكنائس الأفريقية، والكنيسة الإنجيلية الحائزة على زمالة كنائس المسيح في نيجيريا. يوجد في الرابطة أجنحة للنساء والشباب، ومجلس تنفيذي وطني يتكون من 105 أعضاء (ينتخب الرئيس)، وجمعية عامة من 304 أعضاء (تصدق على انتخاب الرئيس).

## القيادة
في عام 2016 تم انتخاب سوبو أيوكونلي الرئيس (والرئيس التنفيذي) للمؤتمر المعمداني النيجيري، والبروفيسور جوزيف أوتوبو من كنيسة موتيلاتو الشاروبيم وحركة سيرافيم كنائب للرئيس.
أعيد انتخاب أيوكونلي لولاية ثانية وافتتح في يوليو 2019 إلى جانب نائبه القس الدكتور كالب أهيما.